# Journal of the Association for Information Science and Technology
Das Journal of the Association for Information Science and Technology (JASIST) ist eine wissenschaftliche Fachzeitschrift, die vom Wiley-Verlag im Auftrag der American Society for Information Science and Technology veröffentlicht wird. Bis 2014 hieß die Zeitschrift Journal of the American Society for Information Science and Technology.